# كاج بورغ فوليسن
كاج بورغ فوليسن مواليد 1946 (بالإنجليزية: Kaj Børge Vollesen)‏ هو عالم نبات سويدي.

## نباتات وصفها كاج بورغ فوليسن
- شوك الضب الأصفر
- شوك الضب البترائي
- شوك الضب البوروندي
- شوك الضب التنزاني
- شوك الضب الجبلي